# 北部大區 (加納)
北部大區（英語：Northern Region）是加納的16個大區之一，位於該國中北部，首府塔馬利，下分14縣區，北臨東北大區，東臨多哥，東南與奧蒂大區接壤，西南接薩凡納大區，面積25,448平方公里，2010年人口2,479,461人。東北大區與薩凡納大區原屬北部大區之一部分，惟於2018年迦納新大區公民投票結果而劃出新設。